# Sovetskij rajon (Territorio dell'Altaj)
Il Sovetskij rajon (in russo Советский район?) è un rajon del kraj dell'Altaj, nella Russia asiatica; il capoluogo è Sovetskoe. Il rajon, istituito nel 1935, ha una superficie di 1.500 chilometri quadrati e una popolazione di circa 16.000 abitanti.